# 宇部市シルバーふれあいセンター

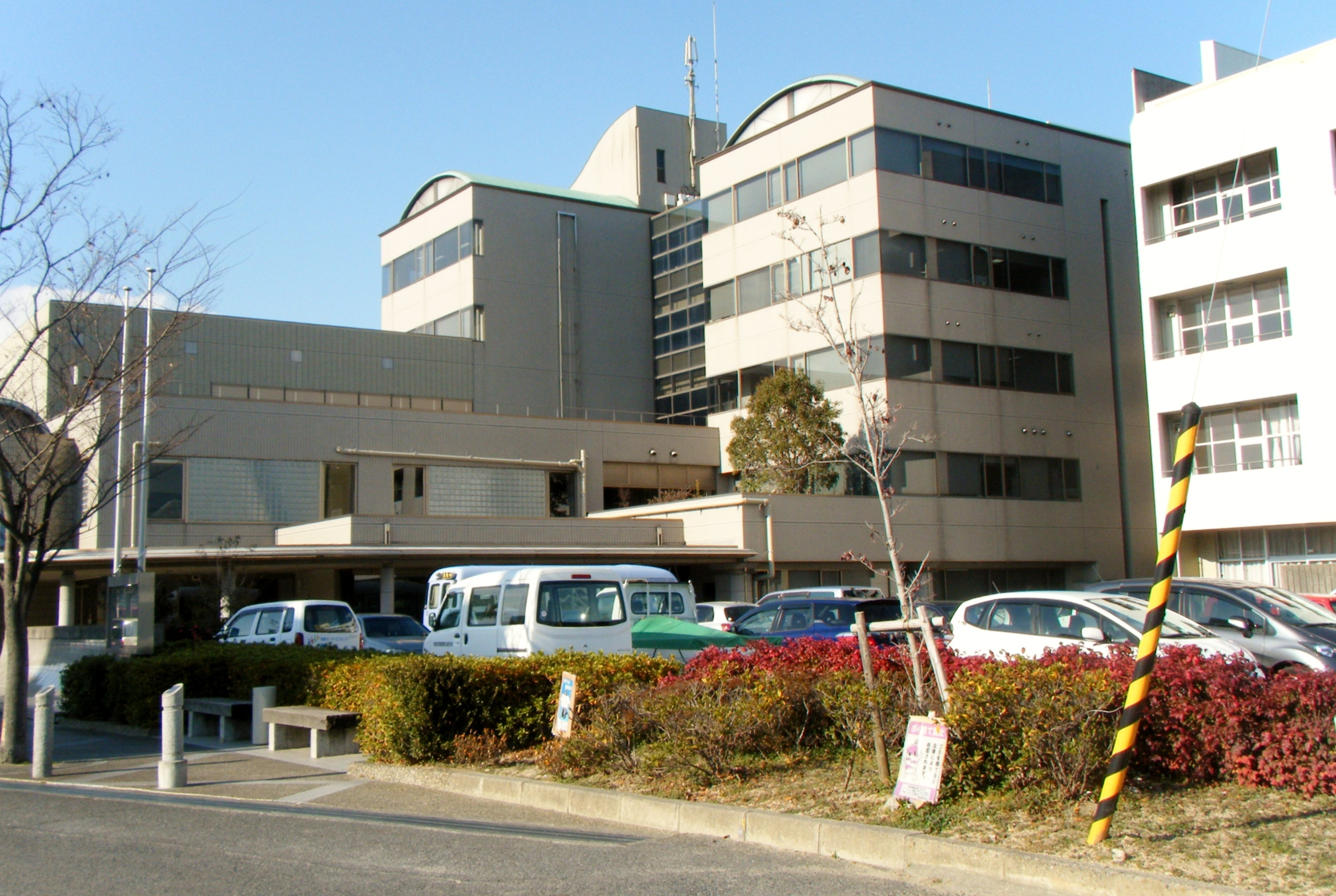
宇部市シルバーふれあいセンター

宇部市シルバーふれあいセンター（うべしシルバーふれあいセンター）は、山口県宇部市にある公益福祉施設である。
宇部市社会福祉協議会が管理運営を行っている（協議会事務局も設置）。

## 概要
- 所在地： 〒755-0033 山口県宇部市琴芝町二丁目4番25号

### 入居する団体
- 宇部市訪問看護ステーション
- 宇部市社会福祉協議会
- 宇部市老人クラブ連合会
- 宇部市シルバー人材センター

## 交通
- 鉄道： JR琴芝駅下車、徒歩2分
- 路線バス： 宇部市営バス「琴芝駅前」バス停下車、徒歩2分
- 無料駐車場が56台分設置されている。